# Ronny Johnsen
Ronny Johnsen   (Sandefjord, 10 de juny de 1969) és un exfutbolista noruec de la dècada de 1990.
Fou 62 cops internacional amb la selecció noruega.
Pel que fa a clubs, defensà els colors de Johnsen jugà a Noruega, Turquia i Anglaterra, a Sem, Stokke, Eik-Tønsberg, Lyn, Lillestrøm, Beşiktaş JK, Manchester United FC, Aston Villa FC, Newcastle United FC i Vålerenga.